# Старинен Пловдив
Архитектурно-исторически резерват „Старинен Пловдив“ (известен още като Стария град) е разположен върху три от хълмовете на Пловдив – Небет тепе, Джамбаз тепе и Таксим тепе, известни още като Трихълмието, и заема площ от 35 km². Той е формиран вследствие на непрекъснатия живот в града в продължение на векове (от праисторията до наши дни) и съчетава в себе си духа и архитектурата от Античността, Средновековието и българското възраждане. Старият град е една от най-популярните туристически дестинации в Пловдив.

## История
Пловдив е един от най-старите градове в Европа – по-стар от Рим и Атина, съвременник на Троя и Микена. Градът се заражда през IV хил. пр.н.е. върху пловдивското трихълмие, когато траките създават първото селище на Небет тепе. През IV век пр. Хр. е завладяно от Филип Македонски, който го прекръства на Филипопол, популярно в древния свят. По-късно траките си връщат властта над града, но след серия от битки, през I в. той попада под римска власт. След включването на тракийските земи в пределите на Римската империя градът е избран за административен център на обявената през 46 г. римска провинция Тракия. Заради стратегическото разположение на градския акропол върху трите хълма римляните го наричали Тримонциум (т.е. „градът на трите хълма“). Римската епоха (II-IV в.) е своеобразен „златен век“ в развитието на античния град. Археологическите проучвания са разкрили останки от някогашните бляскави обществени сгради, част от които се намират в Стария град: красив амфитеатър, внушителни крепостни стени, езически храмове, акведукти, аристократични домове.
Следват византийският период – в края на IV в., и заселването на славяните, които кръщават града Пълдин. По времето на създаването на Първата българска държава (VII в.) Пълдин остава извън границите ѝ. Хан Крум първи завладява града през 812 г., а официалното му включване в границите на държавата е малко по-късно – по времето на Хан Маламир. Византийците успяват да го върнат към територията си, но с променлив успех. През вековете властта над града преминава от едни в други, като за кратко дори става владение на рицарите от Четвъртия кръстоносен поход. Окончателно градът е предаден на българите през 1344 г. От периода на Средновековието в Стария град е запазена източната порта на крепостните стени – известната Хисар капия.
По време на Възраждането Пловдив е важен икономически център. В града живеят много заможни и образовани хора, които пътуват из цяла Европа. От своите пътувания те донасят не само екзотични стоки, но и нови културни течения. Богатите пловдивски търговци показват благосъстоянието си чрез строежа на красиви, богато орнаментирани къщи, станали емблематични за Стария град. От периода на Възраждането са запазени също храмове и обществени сгради, които допълвали духовния и културен живот на будното пловдивско общество.
Днес античните, средновековните и възрожденски паметници съжителстват в неповторими ансамбли на територията на Стария град.

## Антични паметници

### Археологически комплекс Небет тепе
На Небет тепе се намират останки на първото праисторическо поселение на Трихълмието, датирано към енеолита. През XII в. пр.н.е. прераства в древнотракийския град Евмолпия – един от първите градски центрове в Югоизточна Европа. Разкритите здрави крепостни стени, ограждащи светилище и аристократичен дворец, са основните компоненти, характеризиращи селищата през тази епоха. Най-старата част на крепостта е изпълнена без каквато и да е спойка, с големи сиенитни блокове, в т.нар. циклопски градеж.
Разкрити са още градско селище от времето на Филип Македонски (IV в. пр.н.е.) и крепостни съоръжения с бастион, зърнохранилище и квадратна кула от IV-II в. пр.н.е. до II-IV в. н.е. Когато древнотракийската Евмолпия се разширява по цялото Трихълмие, както и в подножието му (през елинистичната епоха), старото заселище с крепостта на Небет тепе се превръщат в цитадела на градския акропол.

### Античен театър
Един от най-ценните паметници на богатото археологическо наследство на древния град. Античният театър е най-голямо постижение в областта на реставрацията на паметниците от античността в България.
Построен е през 90-те години на I в., по времето на римския император Домициан. Театърът е разположен в естествената седловина между Джамбаз тепе и Таксим тепе. Театронът е разчленен на 2 ранга от по 14 реда седалки, отделени с хоризонтална пътека (диазома). Вероятно театърът е побирал около 3500 зрители. От южната страна на полукръглата орхестра се издига триетажната сценична постройка, украсена с фризове, корнизи и статуи.
Театърът е проучен археологически, консервиран и реставриран под ръководството на Л. Ботушарова и В. Коларова в периода 1968 – 1984 г. Тук се провеждат редица културни прояви, сред които Верди фестивал и Международният фолклорен фестивал.

### Хисар Капия
Хисар капия е порта през древните крепостни стени на Филипопол. Тя датира от XI – XIII век, но основите са заложени по римско време. Портата е била сред трите входа (заедно със северния и южния) към Трихълмието. По време на Османската империя възрожденски къщи са вграждани в останките на старите крепостни стени.

### Източна порта на Филипопол
Източната порта на Филипопол е една от входно-изходните артерии на античен Пловдив. През нея се е осъществявала основната връзка между Филипопол и Византион. Предполага се, че тя е изградена през II век по времето на Император Адриан и е основно реконструирана през IV век. Комплексът около портата е открит и разкопан през 70-те години на ХХ век. Руините ѝ лежат в североизточното подножие на Стария град.
- Укрепленията на Небет тепе
- Античният театър
- Хисар капия
- Източната порта

## Възрожденски къщи
В края на XVIII и особено през XIX век богати търговски фамилии, търгуващи с Европа и Ориента, притежаващи кантори във Виена, Истанбул, Одеса и др., с обяснима амбиция решават да демонстрират своето богатство и икономически възможности чрез големите си разкошни къщи. Българските майстори изкусни архитекти, строители, зидари, дърводелци, резбари и зографи са съчетали своето умение, което се е оказало изключително полезно за процъфтяването на строителното изкуство в Пловдив през епохата на Възраждането.

### Балабановата къща
Къщата е емблематична за културния живот на Пловдив. В нея се провеждат театрални спектакли, концерти, изложби, литературни вечери, срещи с изявени творци от страната. Неповторимата и атмосфера е символ на грижовното отношение и любов към ценностите на изкуството и техните създатели. Тази великолепна сграда е построена в началото на XIX в. и се намира на ъгъла между улиците „4 януари“, „Д-р Стоилов“ и „Антраник“. В пространството пред къщата се намира пл. „Св. св. Константин и Елена“. Голямата порта откъм улицата и срещуположната и широка врата към двора отвеждат в продълговат пруст с висок таван, около който са били разположени стопански и домакински помещения. До горния етаж води вътрешна стълба, която въвежда в голям остъклен салон. Средната му част е най-представителна с богато украсен дърворезбован таван. Около салона има 4 стаи с неповторима атмосфера. Обзаведени са с реставрирани старинни мебели, тъкани и други вещи, демонстриращи вкуса и възможностите на богатите пловдивски граждани.

### Дановата къща
Изградена е върху извисена скала и гледката към нея откъм ул. „Съборна“ е великолепна. Разположена е в красив двор. В нея е живял Христо Груев Данов – основателят на организираното българско книгоиздаване и затова носи името му. Отвътре е украсена с богати стенописи от медальони и растителни орнаменти, допълнени от пейзажи и портрети на древногръцки философи. Запазена е и оригинална зидана печка. Днес в къщата се помещава експозицията на отдел „Книгоиздаването в Пловдив и Пловдивския край през Възраждането“ на Регионалния исторически музей.

### Куюмджиевата къща
Експозицията на Етнографския музей се помещава една от най-забележителните възрожденски къщи, запазили се в нашите земи – домът на пловдивския търговец Аргир Куюмджиоглу. Посторена е през 1847 г. и отразява вкуса на богатия пловдивчанин. Сградата е с площ 570 m² и се състои от главна жилищна част и стопанска пристройка откъм южната ѝ страна. Добре озелененият двор е с мраморен шадраван и кладенец. Входът е оформен с издаден напред портик, предизвикан от подчертаното излизане в пространството на салона на втория етаж. Този бароков похват се съчетава чудесно с изящната крива на трите фронтона и декоративно изписаната фасада. Салонът на първия етаж е с внушителните размери 18,5 х 11 m. Просторните стаи са с изписани стени и са украсени с геометрично профилирани дъсчени тавани, великолепни дърворезбовани „слънца“ и елегантно извити алафранги. Всяка година в двора на къщата се провежда Международният фестивал на камерната музика.

### Къщата на д-р Стоян Чомаков
Д-р Стоян Чомаков е един от най-изявените борци за самостоятелна българска църква през Възраждането. Къща „Чомаков“ е построена през 1858 – 1860 г. Откроява се с внушителната си осанка на централната улица в Стария град. Архитектурно принадлежи към неокласицизма. Отвътре е богато орнаментирана с ефектни дърворезбовани слънца и други мотиви. След Освобождението наследниците на д-р Чомаков са предоставили къщата за резиденция на княз Фердинанд. От 1950 г. в сградата се помещава Детският отдел на Народна библиотека „Иван Вазов“, а след 1980 г. е постоянна експозиция на именития пловдивски художник Златю Бояджиев. В двора пред главната фасада на къщата е издигнат паметник на твореца.

### Къщата на д-р Сотир Антониади
Построена е през 1872 г. от един от първите пловдивски дипломирани лекари и виден представител на гръцката общност в Пловдив. Къщата е масивна с несиметрично деление. Таваните са измазани и богато декорирани с розети и растителни орнаменти. В приземието на къщата е имало аптека. Днес тя е преустроена в музейна експозиция Старинна аптека „Хипократ“, единствена по рода си в страната. Подредбата напомня за старинно-романтичния стил от времето на възрожденския Пловдив.

### Къща „Георгиади“
В къщата на богатия пловдивски търговец Димитър Георгиади се помещава експозиция „Българските земи през XV-XIX век и епохата на Българското Възраждане“, създадена през 1954 г. Построена е от родопския майстор хаджи Георги Хаджийски през 1848 г. Експозицията представя ранноосманския период и съпротивата на местното население срещу чуждото владичество. Отделено е по-специално внимание на епохата на Възраждането. В отделни зали могат да се видят документи, лични вещи иценности, свързани с големите личности на града. Проследено е развитието на националноосвободителното движение, оглавявано от Георги Раковски, Васил Левски и Христо Ботев. Салонът и стаите на втория етаж впечатляват с оригинални резбарски разработки и богата декоративна стенопис.

### Къща „Ламартин“/„Мавриди“
Къщата на Георги Мавриди помещава музейна сбирка, посветена на живота и творчеството на френския национален поет и виден политик Алфонс дьо Ламартин. През лятото на 1883 г. Ламартин отсяда тук за 3 дни и оттогава домът се свързва с неговото име. Къща „Мавриди“ е една от най-големите и красиви симетрични къщи в Стария град. Построена е на стръмен терен и затова има неправилни очертания на основите и приземието, но горните 2 етажа са изпълнени с класическа симетрия.

### Къща „Недкович“
Този забележителен възрожденски дом е построен през 1863 г. изцяло в стила на европейския класицизъм. Някои чуждестранни изследователи не без основание оприличават сградата на италианско палацо от епохата на Ренесанса. Негов собственик е известният търговец и възрожденски общественик Никола Недкович. Фасадата на къщата е богато декорирана с тържествен 4-колонен портик с кръгли арки. Най-забележителни във вътрешната част са симетрично разположените стаи с орнаментирани в геометричен стил тавани и богато изписани стени. В стаите към двора са изобразени пейзажи с изгледи от европейски градове. Днес къщата на Недкович е дом на експозиция „Старинен градски тип“, представяща вътрешната наредба на богатите пловдивски домове от XIX век. Изложени са мебели и вещи на фамилия Недкович.

### Къща „Хиндлиян“
Посторена е от неизвестен майстор по вкуса на богатия търговец и чифликчия Степан Хиндлиян. Впечатляваща е връзката със съседната Балабанова къща, което придава ансамблово родство на 2-те сгради. Дворът обединява стопански постройки, баня и маза. Представителна е дворната фасада с централен портик, вписан навътре. Приземието е организирано около правоъгълен салон, отворен към 3 големи стаи, малък еркер към улицата, вход към банята и стълбище към втория етаж. Това е една от най-богато украсените пловдивски къщи. Чирпанските майстори декоратори Моко и Мавруди са работили повече от 6 мес. върху изписването на всички стени отвътре и отвън с пиластри, гирлянди от растителни и геометрични орнаменти, винетки, натюрморти и пейзажни композиции. Таваните са оцветени по ориенталски образец с много вкус. По стените са изрисувани красиви наивистични пейзажи от Цариград, Венеция, Стокхолми и други градове. В северната част на сградата е маазата (домашното хранилище за ценности), здраво укрепена с тежки железни врати и дебели решетки на прозорците. Къщата е обзаведена с оригинална старинна мебелировка и е едно истинско украшение в колекцията от възрожденски къщи на Стария град.

### Жълтото училище
Сградата се нарича така заради оцветяването на фасадите му в жълто. Всъщност това е първата българска гимназия, създадена в Пловдив през 1868 г. на базата на известното епархийско училище „Св. св. Кирил и Методий“ и настанена в новата специално построена за целта сграда от известния брациговски майстор Тодор Дамов. Днес тук се помещава Фолклорният факултет на АМТИИ.

## Култура на Стария град
Днешният облик на Стария град се определя от наслагвани столетия наред културни пластове. Античните, средновековните и възрожденските паметници съжителстват в неповторимо единство. Тук се намират археологически обекти, музеи, галерии, старинни сгради, действащи храмове с богата история и украса, хотели, кафенета и ресторанти, учебни сгради, по-нови жилищни постройки, романтични дворове, живописни калдъръмени улички.
В непосредствена близост до Античния театър се намира основната сграда на Академията за музикално, танцово и изобразително изкуство (основана през 1964 г.). Историческата сграда на основно училище „Гео Милев“ (основано през 1906 г.) се издига на югоизточния скат на Джамбаз тепе, до пл. „Възраждане“. В центъра на Стария град се намира целодневна детска градина „Щурче“.
В Старинен Пловдив се намира къщата музей на Христо Г. Данов, където през 1855 г. е основано първото издателство в България. След 1999 г. в историческата сграда ежегодно на празника 24 май се връчват Националните награди „Христо Г. Данов“ за принос в националната книжовна култура през предходната година.
Читалище „Възраждане“ – първото в Пловдив, основано на 16 (28) февруари 1869 г. – също се намира в Стария град.

### Храмове
Религиозните храмове в Стария град съжителстват в неповторимо единство. В рамките на резервата се намират:

#### Катедрален храм „Свето Успение Богородично“
На мястото, където днес се намира катедралната черква „Свето Успение Богородично“, според запазени до нас сведения още през ІХ – Х в. е имало красив и величествен храм, посветен на Божията Майка Света Богородица. За величието на този храм споменава също Никита Хониат, виден византийски интелектуалец, писател и управник на Пловдивската област.

#### Храм „Свети Николай“
Предполага се, че храм „Свети Николай“ е строен по времето на българския владетел Иван Александър, някъде около 1355 г. и още тогава била посветен на свети Николай. За този стар храм споменава и Стефан Герлах в 1578 г., когато посетил града при своите пътешествия из Балканите.

#### Храм „Свети свети Константин и Елена“
Църквата „Свети свети Константин и Елена“ е разположена в сърцето на Стария град на прехода между Хълма на играчите и Хълма на стражите, точно до източната порта (Хисар капия) на античния акропол. Построена е през 1832 г. на мястото на старата църква от майстор Петко Боз.

#### Храм „Света Петка Стара“
Храм „Света Петка Стара“ или „Света Параскева“ е православна църква, посветена на света преподобна мъченица Параскева. Намира на южния склон на Джамбаз тепе, в непосредствена близост до „Понеделник пазар“.

#### Митрополитски храм „Света Марина“
Митрополитски храм „Света Марина“ се намира на ул. „Д-р Вълкович“ 7, в подножието на античния театър. Посветен е на света великомъченица Марина.

#### Храм „Свети Димитър Солунски“
Може да се приеме, че основите на черквата „Свети Димитър“ в Пловдив са положени във времето на Иван Асен II, след Клокотнишката битка в 1230 г. В сегашния си вид, църквата е осветена на 18 януари 1838 г.

#### Храм „Света Неделя“
Храм „Света Неделя“ носи името на света великомъченица Неделя-Кириакия. Намира се в Старинния град, под източната стена на градската крепост, в непосредствена близост до източната градска порта – Хисар капия. Църквата е известна като паметник на борбите за национална църква в Пловдив

#### Джумая джамия
Джумая джамия се намира в подножието на Стария град и Таксим тепе. Тя е ранен османски паметник, чиято датировка е спорна – според различни автори тя е построена при султан Мурад I (1362 – 1389) или при султан Мурад II (1421 – 1451).
- Храм „Свето Успение Богородично“
- Храм „Света Петка Стара“
- Храм „Свети свети Константин и Елена“
- Храм „Света Марина“
- Храм „Света Неделя“

### Етническо и верско разнообразие
В Старинен Пловдив от стотици години традиционно живеят в мир хора от различни народности и религии. В югоизточното подножие на Трихълмието се намира циганската Хаджи Хасан махала, в южното – католишката махала, в западното подножие – Джумая джамия, построена през 14 век. През последния век Старинен Пловдив се населява и от арменската общност на Пловдив.
Игралният филм „След края на света“, заснет през 1998 г. в Стария град на Пловдив, разказва за квартал, където във взаимно уважение съжителстват българи, турци, евреи, гърци и цигани.
В сърцето на Стария Пловдив в един двор са разположени арменската църква „Сурп Кеворк“ (Свети Георги), Арменският културен дом и основно училище „Виктория и Крикор Тютюнджян“, основано през 1834 г., преименувано през 1944 г. на един от лидерите на комунистическото движение Степан Шахумян. С правителствено решение Арменското училище е закрито през 1976 г., а в неговата сграда е поместена Национална художествена гимназия „Цанко Лавренов“. След 1990 г. то отново отваря врати и връща името на дарителите – семейство Тютюнджян. Сред най-известните възпитаници на училището са театралният режисьор Крикор Азарян и бившият кмет на Пловдив д-р Гарабед Томасян.

### Паметници и паметни плочи
- паметник-монета „Старинен Пловдив“ – ул. „Съборна“, вляво малко след като минете над Тунела
- паметна плоча на Екзарх Йосиф – близо до църква „Свети Николай“
- паметник на Златю Бояджиев – в двора на къща д-р Стоян Чомаков, ул. „Съборна“ 18
- паметна плоча на Крикор Азарян – ул. „4-ти януари“
- паметна плоча на Рада пловдивска мъченица – на оградата на църква „Света Неделя“
- паметна плоча на доктор Стоян Чомаков – на къща д-р Стоян Чомаков, ул. „Съборна“ 18
- паметна плоча на Христо Г. Данов – вдясно от входа на къща музей „Христо Данов“, ул. „Митрополит Паисий“ 2
- паметник на Пейо Яворов – пред входа на Арменска апостолическа църква „Сурп Кеворк“
- паметник на Сашо Сладура – пред една от сградите на Академия за музикално, танцово и изобразително изкуство
- скулптура/паметник на Цанко Лавренов – пред сградата на Академия за музикално, танцово и изобразително изкуство
- барелеф/паметна плоча на Цанко Лавренов – ул. „Цанко Лавренов“

### Редовни културни събития

#### Международен фестивал на камерната музика
Международният фестивал на камерната музика се организира от 10 до 20 юни ежегодно от 1964 г. Най-старият и единствен по рода си в България фестивал се провежда в двора на Етнографския музей в Стария град. Свидетелство за международния авторитет на фестивала е участието на изпълнители като Ифра Нийман, Святослав Рихтер, Данаил Шафран, Алексис Вайсенберг, Милчо Левиев, Минчо Минчев, Юри Буков, състави като Парижки камерен оркестър, Оркестър „Ерфурт“, „Инглиш Симфони“, „Лондонска серенада“, „Шидлоф квартет“ и други. Фестивалът е организиран и продуциран от Дирекция „Култура“ на Община Пловдив, Министерството на културата, Националния център за музика и танци, а понастоящем от сдружение „Интерарт фест“.

#### Международен музикален фестивал „Античен театър“
„Верди“ фестивал се провежда ежегодно от 1986 г. през юни. На сцената на Античния театър в продължение на седмица се изнасят спектакли на оперите на великия италиански композитор. Фестивалът се закрива с гала-концерт „Най-доброто от Верди“, на който се изпълняват и произведения на други композитори като Джакомо Пучини, Гаетано Доницети, Руджеро Леонкавало, Жорж Бизе и др. Организатори на проявата са Оперно-филхармонично дружество - Пловдив и Дирекция „Култура“ на Община Пловдив. След 2010 г. името на фестивала е Международен музикален фестивал „Античен театър“.

#### Международен пленер по живопис
Провежда се ежегодно от 1977 г. през юли в Стария град. Пленерът традиционно завършва с изложба на създадените творби.

#### Национални есенни изложби
Националните есенни изложби са събитие, което се провежда от 1 до 30 септември ежегодно. Началото е поставено през 1967 г. с камерна изложба на акварели на Георги Божилов-Слона, в двора на Атанас Кръстев (Начо Културата). Постепенно от камерни изложби на пловдивски автори те прерастват в национални. Включват се творци от цялата страна със самостоятелни изложби, като всяка година има почетно участие на пловдивски автор. Характерно за есенните изложби е показването на живопис, графика и пластика в откритите дворни пространства на възрожденски къщи на Стария град. През годините в изложбите са представени творци като Йоан Левиев, Енчо Пиронков, Светлин Русев, Иван Кирков, Георги Баев, Димитър Киров, Кольо Витковски, Любен Диманов, Георги Божилов и много други. Организатори на проявата са Дирекция „Култура“ на Община Пловдив и Дружество на пловдивските художници.

#### Седмица на съвременното изкуство
Провежда се през септември в Центъра за съвременно изкуство „Баня Старинна“. Проявата стартира неофициално през 1994 г., а 3 г. по-късно с учредяването си Сдружение „Изкуство днес“ става основен организатор на форума. Представя съвременни решения в областта на визуалните изкуства, като освен мултимедийните и компютърните проекти и арт инсталации в седмицата е отделено време за авангардни изяви на други изкуства – театър, музика, литература.

#### Нощ на музеите и галериите
Нощта на музеите и галериите се провежда в Пловдив от 2005 г. В последния петък на септември всички галерии и музеи отварят пространствата си за концерти, представления, прожекции, пърформънси, дискусии и всичко свързано с изкуството и културата. Организатор е „Open Arts Foundation“.

#### Празник на Стария град
Ежегодно в последната събота на септември на откритите пространства и в къщите на Старинен Пловдив се изнасят концерти на фолклорни танцови и вокални групи, джаз-балетни формации, хорове, рок и джаз групи, състави за стари градски песни, камерни театрални спектакли и др. Дългогодишен участник в празника е Фолклорен ансамбъл „Тракия“. Организатори на проявата са Общинският институт „Старинен Пловдив“ и Дирекция „Култура“ на Община Пловдив.

#### Международни фотографски срещи
Фотографските срещи се провеждат ежегодно през месец октомври. Началото е през 1981 година, когато е създадено Дружеството на пловдивските фотографи. Фестивалът има над 35 издания към 2022 годиан. Включва авторски и колективни изложби във възрожденските къщи и дворове на Стария град, дискусии, лекции, преглед на потфолио и с фотографи и автори. Със свои изложби са се представяли най-известни български фотографи, както и изявени майстори на камерата от други страни. Организатор на проявата е фондация „Пловдивско фотографско средище“ с подкрепата на Дирекция „Култура“ на община Пловдив. В реализацията на изложбите е неоценимо съдействието на чужди културни центрове и посолства – Гьоте институт, Про Хелвеция, Британския институт, Алианс Франсез и др.

## Статут и съвременно развитие
През 1956 г. Старият Пловдив е обявен за архитектурно-исторически резерват, а през 1979 г. получава златен европейски медал за опазване на паметниците от миналото. Спогодба между България и ЮНЕСКО, подписана през 2004 г., определя статута на резервата „Старинен Пловдив“ като част от допълнителния списък на обектите на световното културно и природно наследство на ЮНЕСКО.
С Указ № 3182 на Държавния съвет на НРБ от 12 ноември 1987 г. Старият град получава статут на отделно кметство (десето кметство) в Община Пловдив. През 1995 г. то е закрито и територията му става част от Район Централен. Към 2010 г. съществуват мнения, че е необходимо Стария град отново да получи административна автономия като отделен Район в Община Пловдив.
Обявеният през 2007 г. проект „Централ Пловдив“, предвиждащ построяване на хотел, търговски център, висока 55 m кула с 2 панорамни асансьора и висящ мост към Южното подножие на Стария град предизвиква противоречиви реакции и протести, включително създаване на Фейсбук групата „Да спрем проекта за „Централ-Пловдив““.

### Сделки с Георги Гергов
През 1998 г. пловдивският бизнесмен Георги Гергов става собственик на „Стария Пловдив“ АД при приватизацията му. Дружеството притежава няколко емблематични възрожденски къщи, действащи като ресторанти: „Ритора“, „Пълдин“, „Тракийски стан“, „Церетелевата къща“ и др.
През 2006 г. с решение на Общинския съвет на Община Пловдив е учредено дружеството „Пълдин Туринвест“ АД. Негови акционери са Община Пловдив със 75% дял, представляващ 16 имота в Стария град, и фирми на Георги Гергов с останалите 25%. Публично-частното партньорство е създадено с основната цел „да се спре разрухата на паметници на културата в стария град и развитието на Пловдив като важен туристически център и културен маршрут“. Сделката е съпроводена със серия политически скандали. Първоначалното предложение на тогавашния кмет Иван Чомаков срещу апортираните имоти общината да получи само 25% от акциите е било оттеглено след разговор с лидера на СДС Петър Стоянов. В края на 2008 г. депутатите от РЗС Яне Янев и Димитър Абаджиев внасят в прокуратурата сигнал за нередности при създаването на дружеството и последващото му апортиране в Пловдивския панаир.

## Крепостни стени на ул. „Витоша“
- Информационна табела